# Red Bull GmbH
Red Bull GmbH er en østrigsk virksomhed, hvis hovedprodukt er energidrikken Red Bull. Den blev etableret i 1984, og havde ved udgangen af 2020 omkring 12.618 ansatte i 171 lande.

## Historie
Den østrigske iværksætter Dietrich Mateschitz blev under en forretningsrejse til Thailand, opmærksom på energidrikken Krating Daeng, som i 1976 var blevet introduceret på det asiatiske marked af TC Pharmaceuticals, ejet af forretningsmanden Chaleo Yoovidhya. Efter nogle møder blev de enige om at introducere drikken i Europa. Mateschitz og Yoovidhya puttede hver 500.000 US-dollar i et nyt selskab, og stiftede i 1984 selskabet Red Bull i den østrigske by Fuschl am See. De fik hver 49% af aktierne i selskabet, mens Chaleo Yoovidhyas søn Chalerm fik de sidste to procent. Det blev samtidig bestemt at Dietrich Mateschitz skulle styre virksomheden.
Smagen fra Krating Daeng blev videreudviklet til det vestlige marked, og i 1987 kunne man i Østrig introducere energidrikken Red Bull. Red Bull er nu bedst sælgende energidrik i verden, med 7,9 mia. solgte dåser i 2020.

## Mærker
Udover energidrikken Red Bull, har Red Bull GmbH en række andre mærker, som eksempelvis Sabai Wine Spritzer, Red Bull Cola og serien Carpe Diem.

## Markedsføring
Virksomheden er kendt for at bruge en lang række sportsgrene til markedsføring af dets produkter. Blandt andet ejer man flere sportshold, og mesterskaber, ligesom en lang række kendte personer er sponsoreret af Red Bull.